# الحظ السعيد (فلم)
الحظ السعيد هو فيلم مصري انتج عام 1945، إخراج فؤاد الجزايرلي وبطولة حسين صدقي، ونجاة علي.

## قصة الفيلم
سعيد أفندي (حسين صدقي) عاطل عن العمل لا يملك قوت يومه، يعيش بحجرة وضيعة، وجارهُ الموسيقار حجازي الكروان (حسن كامل) وبائع الصحف هاشم (علي طبنجات) الذين يحاولان مساعدته بإيجاد عمل لهُ، غير أن سعيد كان يتمتع بسوء حظ غريب، فكلما ذهب للالتحاق بعمل، يحترق المكان أو يموت صاحب العمل أو يفلّس، وشعر يوما بالجوع والتقى بزميل دراسته صبحي بيه (محمد الديب) الذي كان مفلسا ويأكل في مطعم، فدعا سعيد على الغذاء وأقنعه بأنه سيجد له عملا معه، وأخذ توقيعه على طلب توكيل من شركة الالمنيوم، ثم تركه ليتكلم في التليفون وزاغ، ليقع سعيد في براثن صاحب المطعم (رياض القصبجي) الذي أخذ بدلته مقابل ثمن الطعام، وتمكن هاشم وكروان من استعادة البدلة بالتقسيط من بائع الروبابيكيا (عبد المنعم إسماعيل)، وتمكن سعيد من الالتحاق بالعمل لدى فريد السكري (بشارة واكيم) صاحب شركة الألبان، ولكنه تسبب بسوء حظه في هروب عريس ابنة السكري، جميل بيه الحليوه (محمد إدريس) الرجل الثري الذي يعتمد عليهِ السكري ليخرجه من عثرته المالية، مما تسبب في طرد سعيد، والذي صدمته سميحة (نجاة علي) ابنة السكري بسيارتها، ونقلته للمنزل لعلاجه، وخوفا من المسؤولية، وافق السكري على وجوده على مضض، بينما رحبت شقيقات سميحة الثلاث بوجود سعيد حتى يتسنى لكل منهن لدعوة صديقها على أنه طبيب جاء لعلاج سعيد، فلما علم سعيد بأن سميحة صوتها جميل، عرفها بالموسيقار المغمور كروان، ونشأت علاقة حب بين سعيد وسميحة بعد أن اكتشف أنها سيئة الحظ مثله، ولا يعيش لها خطاب، وقد اضطر السكري للموافقة على زواج ابنته من الفقير سعيد على مضض، ثم ذهب إليهِ وأقنعه ان ظروفه المادية متعثرة ويريد عريس غنى، وطلب مساعدته، فادعى سعيد امام حبيبته انه عديم الأخلاق، حتى تبعد عنه، ويأس سعيد من حياته، فوجد رجل ينتحر بمسدس، فأمسك بالمسدس وادعى أنهُ قاتله، فقبض عليه، وجاء خبر وفاة عم سعيد أفندي من السودان، وترك ثروة طائلة، فرحب السكري بتوكيل محامى (يحيى نجاتي) لسعيد، ويفرج عنه بعد العثور على خطاب انتحار من المنتحر، ولكنهم اكتشفوا ان العم كان مديونا ولم يتبق من الثروة غير 15 جنيه، فقام السكري بطرده، ولكن اتضح ان العم كان يمتلك بوليصة تأمين كبيرة، فأعاده السكري لأحضانه، ولكن سعيد اكتشف إن لعمه زوجة وطفلة صغيرة، فتنازل عن ميراثهِ لهن، وصارح السكري بحقيقة موقفه وتعوده على سوء الحظ، فطرد مرة أخرى، ولكن ظهر اخيراً زميلهُ الهارب صبحي وأخبرهُ ان شركة الألمنيوم قد وافقت على جعلهم الوكلاء الوحيدين لها بالشرق الأوسط، فشعر سعيد بزوال حظهِ السيئ وإقبال حظه السعيد، وتزوج من سميحة. 

## فريق العمل
إخراج: فؤاد الجزايرلي
تأليف: أبو السعود الإبياري
إنتاج: أفلام مصر الحديثة (حسين صدقي)
بطولة:
- حسين صدقي (سعيد)
- نجاة علي (سميحة)
- بشارة واكيم (فريد بيه السكري)
- محمد الديب (صبحى بيه)
- عبد المنعم إسماعيل (بائع روبابيكيا)
- رياض القصبجي (صاحب المطعم)
- حسن كامل (الاستاذ /حجازى الموسيقار)

## روابط خارجية
- مقالات تستعمل روابط فنية بلا صلة مع ويكي بيانات